# Grover (Wyoming)
Grover es un lugar designado por el censo (en inglés, census-designated place, CDP) situado en el condado de Lincoln, Wyoming, Estados Unidos. Según el censo de 2020, tiene una población de 481 habitantes.

## Geografía
La localidad está ubicada en las coordenadas 42°48′07″N 110°56′26″O / 42.80194, -110.94056 (42.801989, -110.940544). Según la Oficina del Censo, tiene una superficie de 12.2 km², correspondientes en su totalidad a tierra firme.

## Demografía
Según la estimación 2019-2023 de la Oficina del Censo, los ingresos medios de las familias de la localidad son de $118,528. No hay habitantes que estén por debajo de la línea de pobreza nacional viviendo en la zona.